# 1438 Wendeline
1438 Wendeline eller 1937 TC är en asteroid i huvudbältet, som upptäcktes 11 oktober 1937 av den tyske astronomen Karl Wilhelm Reinmuth i Heidelberg. Namnet föreslogs av den belgiska astronomen W. Schaub, men det är okänt varför han valde det.
Asteroiden har en diameter på ungefär 37 kilometer.